# Prêmios Fundação BBVA Fronteiras do Conhecimento
Os Prêmios Fundação BBVA Fronteiras do Conhecimento (em castelhano:  Premios Fundación BBVA Fronteras del Conocimiento) são uma família de condecorações de caráter internacional que reconhecem contribuições significativas nas áreas da investigação científica e da criação cultural.

## Categorias
Os Prêmios Fronteiras do Conhecimento pretendem se vincular aos caminhos científicos, tecnológicos e sociais do século XXI. Abrangem oito categorias:
- Ciências Básicas
- Biomedicina
- Ecologia e Biologia da Conservação
- Tecnologias de Informação e Comunicação
- Economia, Finanças e Gestão de Empresas
- Música Contemporânea
- Mudança do Clima
- Cooperação para o Desenvolvimento

## Prêmios
Cada um dos laureados com os Prêmios Fundação BBVA Fronteiras do Conhecimento recebe um símbolo artístico, um diploma e um valor monetário de 400.000 euros por categoria. O prêmio não pode ser concedido a título póstumo, e se o prêmio for compartilhado, a quantia de dinheiro é dividida entre os laureados.

## Recipientes
| Ano  | Nome                                                | País                            | Categoría                                  |
| ---- | --------------------------------------------------- | ------------------------------- | ------------------------------------------ |
| 2008 | Juan Ignacio Cirac Sasturain Peter Zoller           | Espanha · Áustria               | Ciências Básicas                           |
| 2008 | Joan Massagué                                       | Espanha                         | Biomedicina                                |
| 2008 | Thomas Lovejoy William Laurance                     | Estados Unidos · Estados Unidos | Ecologia e Biologia da Conservação         |
| 2008 | Jacob Ziv                                           | Israel                          | Tecnologias de Informação e Comunicação    |
| 2008 | Jean Tirole                                         | França                          | Economia, Finanças e Gestão de Empresas    |
| 2008 | Steven Holl                                         | Estados Unidos                  | Artes                                      |
| 2008 | Wallace Smith Broecker                              | Estados Unidos                  | Mudança do Clima                           |
| 2008 | Abdul Latif Jameel Poverty Action Lab               | Estados Unidos                  | Cooperação para o Desenvolvimento          |
| 2009 | Richard Zare Michael Fisher                         | Estados Unidos · Reino Unido    | Ciências Básicas                           |
| 2009 | Robert Lefkowitz                                    | Estados Unidos                  | Biomedicina                                |
| 2009 | Peter Reich                                         | Estados Unidos                  | Ecologia e Biologia da Conservação         |
| 2009 | Thomas Kailath                                      | Estados Unidos                  | Tecnologias de Informação e Comunicação    |
| 2009 | Andreu Mas-Colell Hugo Sonnenschein                 | Espanha · Estados Unidos        | Economia, Finanças e Gestão de Empresas    |
| 2009 | Cristóbal Halffter                                  | Espanha                         | Música Contemporánea                       |
| 2009 | Klaus Hasselmann                                    | Alemanha                        | Mudança do Clima                           |
| 2009 | National Development and Research Institutes        | Estados Unidos                  | Cooperação para o Desenvolvimento          |
| 2010 | Gábor Somorjai                                      | Estados Unidos                  | Ciências Básicas                           |
| 2010 | Shinya Yamanaka                                     | Estados Unidos                  | Biomedicina                                |
| 2010 | Edward Osborne Wilson                               | Estados Unidos                  | Ecologia e Biologia da Conservação         |
| 2010 | Donald Knuth                                        | Estados Unidos                  | Tecnologias de Informação e Comunicação    |
| 2010 | Lars Peter Hansen                                   | Estados Unidos                  | Economia, Finanças e Gestão de Empresas    |
| 2010 | Helmut Lachenmann                                   | Alemanha                        | Música Contemporánea                       |
| 2010 | Nicholas Stern                                      | Reino Unido                     | Mudança do Clima                           |
| 2010 | Instituto Internacional de Investigação do Arroz    | Finlândia                       | Cooperação para o Desenvolvimento          |
| 2011 | Michel Mayor                                        | Suíça                           | Ciências Básicas                           |
| 2011 | Didier Queloz                                       | Suíça                           | Ciências Básicas                           |
| 2011 | Alexander Varshavsky                                | Estados Unidos                  | Biomedicina                                |
| 2011 | Daniel Hunt Janzen                                  | Estados Unidos                  | Ecologia e Conservação da Biodiversidade   |
| 2011 | Carver Mead                                         | Estados Unidos                  | Tecnologias da Informação e da Comunicação |
| 2011 | Angus Deaton                                        | Escócia                         | Economia, Finanças e Gestão de Empresas    |
| 2011 | Salvatore Sciarrino                                 | Itália                          | Música Contemporánea                       |
| 2011 | Isaac Held                                          | Alemanha                        | Mudança do Clima                           |
| 2011 | Ciro de Quadros                                     | Brasil                          | Cooperação para o Desenvolvimento          |
| 2012 | Ingrid Daubechies                                   | Bélgica                         | Ciências Básicas                           |
| 2012 | David Mumford                                       | Reino Unido                     | Ciências Básicas                           |
| 2012 | Douglas Coleman                                     | Canadá                          | Biomedicina                                |
| 2012 | Jeffrey Michael Friedman                            | Estados Unidos                  | Biomedicina                                |
| 2012 | Jane Lubchenco                                      | Estados Unidos                  | Ecologia e Biologia da Conservação         |
| 2012 | Lotfali Askar-Zadeh                                 | Azerbaijão                      | Tecnologias de Informação e Comunicação    |
| 2012 | Paul Milgrom                                        | Estados Unidos                  | Economia, Finanças e Gestão de Empresas    |
| 2012 | Pierre Boulez                                       | França                          | Música Contemporánea                       |
| 2012 | Susan Solomon                                       | Estados Unidos                  | Mudança do Clima                           |
| 2012 | Iniciativa Medicamentos para Doenças Negligenciadas | Suíça                           | Cooperação para o Desenvolvimento          |
| 2013 | Maximilian Haider                                   | Áustria                         | Ciências Básicas                           |
| 2013 | Harald Rose                                         | Alemanha                        | Ciências Básicas                           |
| 2013 | Knut Urban                                          | Alemanha                        | Ciências Básicas                           |
| 2013 | Adrian Bird                                         | Reino Unido                     | Biomedicina                                |
| 2013 | Paul Ralph Ehrlich                                  | Estados Unidos                  | Ecologia e Biologia da Conservação         |
| 2013 | Marvin Minsky                                       | Estados Unidos                  | Tecnologias de Informação e Comunicação    |
| 2013 | Elhanan Helpman                                     | Israel                          | Economia, Finanças e Gestão de Empresas    |
| 2013 | Steve Reich                                         | Estados Unidos                  | Música Contemporánea                       |
| 2013 | Christopher Field                                   | Estados Unidos                  | Mudança do Clima                           |
| 2013 | Pratham                                             | Índia                           | Cooperação para o Desenvolvimento          |
| 2014 | Stephen Buchwald                                    | Estados Unidos                  | Ciências Básicas                           |
| 2014 | Anthony Rex Hunter                                  | Reino Unido                     | Biomedicina                                |
| 2014 | Charles Sawyers                                     | Estados Unidos                  | Biomedicina                                |
| 2014 | Joseph Schlessinger                                 | Estados Unidos                  | Biomedicina                                |
| 2014 | David Tilman                                        | Estados Unidos                  | Ecologia e Biologia da Conservação         |
| 2014 | Leonard Kleinrock                                   | Estados Unidos                  | Tecnologias de Informação e Comunicação    |
| 2014 | Richard Blundell                                    | Reino Unido                     | Economia, Finanças e Gestão de Empresas    |
| 2014 | David Card                                          | Canadá                          | Economia, Finanças e Gestão de Empresas    |
| 2014 | György Kurtág                                       | Hungria                         | Música Contemporánea                       |
| 2014 | Richard Alley                                       | Estados Unidos                  | Mudança do Clima                           |
| 2014 | Helen Keller International                          | Estados Unidos                  | Cooperação para o Desenvolvimento          |
| 2015 | Stephen Hawking                                     | Reino Unido                     | Ciências Básicas                           |
| 2015 | Viatcheslav Mukhanov                                | Rússia                          | Ciências Básicas                           |
| 2015 | Edward Boyden                                       | Estados Unidos                  | Biomedicina                                |
| 2015 | Karl Deisseroth                                     | Estados Unidos                  | Biomedicina                                |
| 2015 | Gero Miesenböck                                     | Áustria                         | Biomedicina                                |
| 2015 | Ilka Hanski                                         | Finlândia                       | Ecologia e Biologia da Conservação         |
| 2015 | Stephen Cook                                        | Canadá                          | Tecnologias de Informação e Comunicação    |
| 2015 | Georges Aperghis                                    | Grécia                          | Música Contemporánea                       |
| 2015 | Veerabhadran Ramanathan                             | Índia                           | Mudança do Clima                           |
| 2015 | Martin Ravallion                                    | Austrália                       | Cooperação para o Desenvolvimento          |
| 2016 | David Cox                                           | Reino Unido                     | Ciencias Básicas                           |
| 2016 | Bradley Efron                                       | Estados Unidos                  | Ciencias Básicas                           |
| 2016 | Emmanuelle Charpentier                              | França                          | Biomedicina                                |
| 2016 | Jennifer Doudna                                     | Estados Unidos                  | Biomedicina                                |
| 2016 | Francisco Martínez Mojica                           | Espanha                         | Biomedicina                                |
| 2016 | Gene E. Likens                                      | Estados Unidos                  | Ecologia e Biologia da Conservação         |
| 2016 | Marten Scheffer                                     | Países Baixos                   | Ecologia e Biologia da Conservação         |
| 2016 | Geoffrey Hinton                                     | Reino Unido                     | Tecnologias da Informação e Comunicação    |
| 2016 | Daron Acemoglu                                      | Turquia                         | Economia, Finanças e Gestão de Empresas    |
| 2016 | Sofia Gubaidulina                                   | Rússia                          | Música Contemporânea                       |
| 2016 | James Hansen                                        | Estados Unidos                  | Alterações Climáticas                      |
| 2016 | Syukuro Manabe                                      | Japão                           | Alterações Climáticas                      |
| 2017 | Omar Yaghi                                          | Jordânia                        | Ciências Básicas                           |
| 2017 | James P. Allison                                    | Estados Unidos                  | Biomedicina                                |
| 2017 | Rosemary Grant                                      | Reino Unido                     | Ecologia e Biologia da Conservação         |
| 2017 | Peter Grant                                         | Reino Unido                     | Ecologia e Biologia da Conservação         |
| 2017 | Shafi Goldwasser                                    | Estados Unidos                  | Tecnologias da Informação e Comunicação    |
| 2017 | Silvio Micali                                       | Itália                          | Tecnologias da Informação e Comunicação    |
| 2017 | Ronald Rivest                                       | Estados Unidos                  | Tecnologias da Informação e Comunicação    |
| 2017 | Adi Shamir                                          | Israel                          | Tecnologias da Informação e Comunicação    |
| 2017 | Timothy Bresnahan                                   | Estados Unidos                  | Economia, Finanças e Gestão de Empresas    |
| 2017 | Ariel Pakes                                         | Canadá                          | Economia, Finanças e Gestão de Empresas    |
| 2017 | Robert Porter                                       | Canadá                          | Economia, Finanças e Gestão de Empresas    |
| 2017 | Kaija Saariaho                                      | Finlândia                       | Música Contemporânea                       |
| 2017 | William Nordhaus                                    | Estados Unidos                  | Alterações Climáticas                      |
| 2017 | Nubia Muñoz                                         | Colômbia                        | Cooperação e Desenvolvimento               |
| 2018 | Charles Kane                                        | Estados Unidos                  | Ciências Básicas                           |
| 2018 | Eugene Mele                                         | Estados Unidos                  | Ciências Básicas                           |
| 2018 | Jeffrey Gordon                                      | Estados Unidos                  | Biologia e Biomedicina                     |
| 2018 | Anny Cazenave                                       | França                          | Alterações Climáticas                      |
| 2018 | John A. Church                                      | Austrália                       | Alterações Climáticas                      |
| 2018 | Jonathan Gregory                                    | Reino Unido                     | Alterações Climáticas                      |
| 2018 | Gretchen Daily                                      | Estados Unidos                  | Ecologia e Biologia da Conservação         |
| 2018 | Georgina Mace                                       | Reino Unido                     | Ecologia e Biologia da Conservação         |
| 2018 | Ivan Sutherland                                     | Estados Unidos                  | Tecnologias da Informação e Comunicação    |
| 2018 | Claudia Goldin                                      | Estados Unidos                  | Economia, Finanças e Gestão de Empresas    |
| 2018 | Noam Chomsky                                        | Estados Unidos                  | Humanidades e Ciências Sociais             |
| 2018 | John Adams                                          | Estados Unidos                  | Música e Ópera                             |